# Montbartier
Montbartier một thị xã và xã ở tỉnh Tarn-et-Garonne trong vùng Tarn-et-Garonne, Pháp.

## đài kỷ niệm

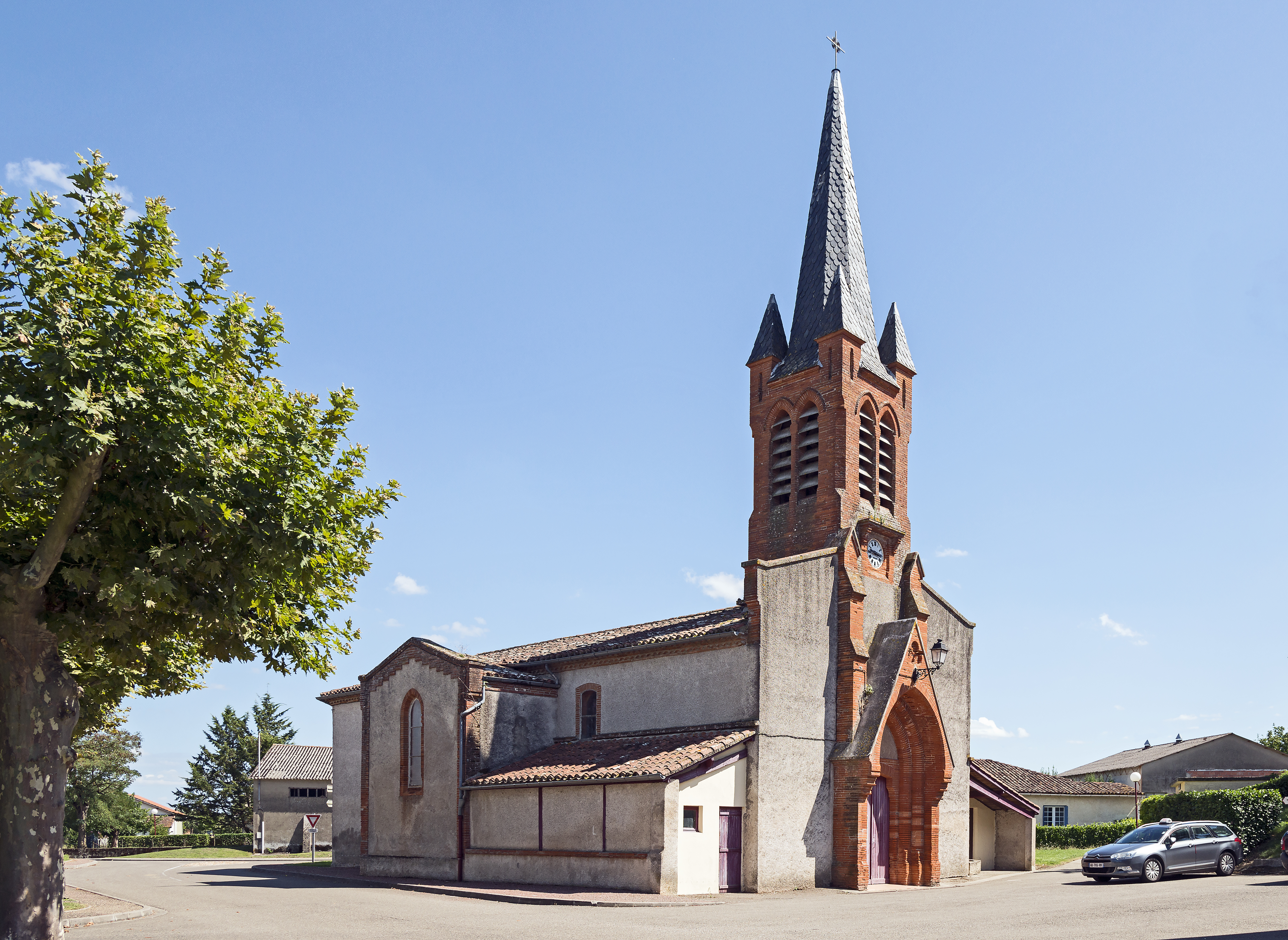
các nhà thờ
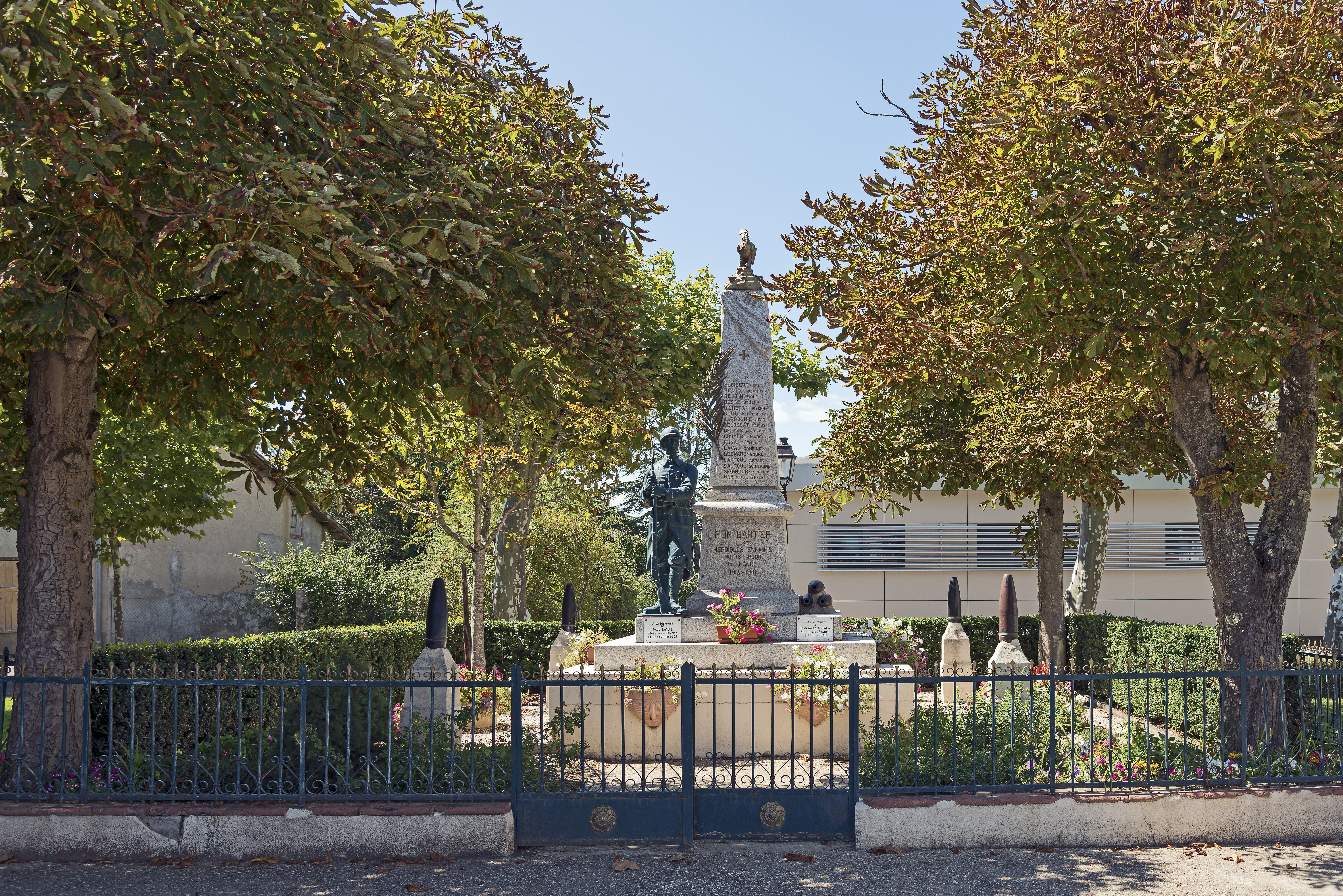
Các đài tưởng niệm chiến tranh.
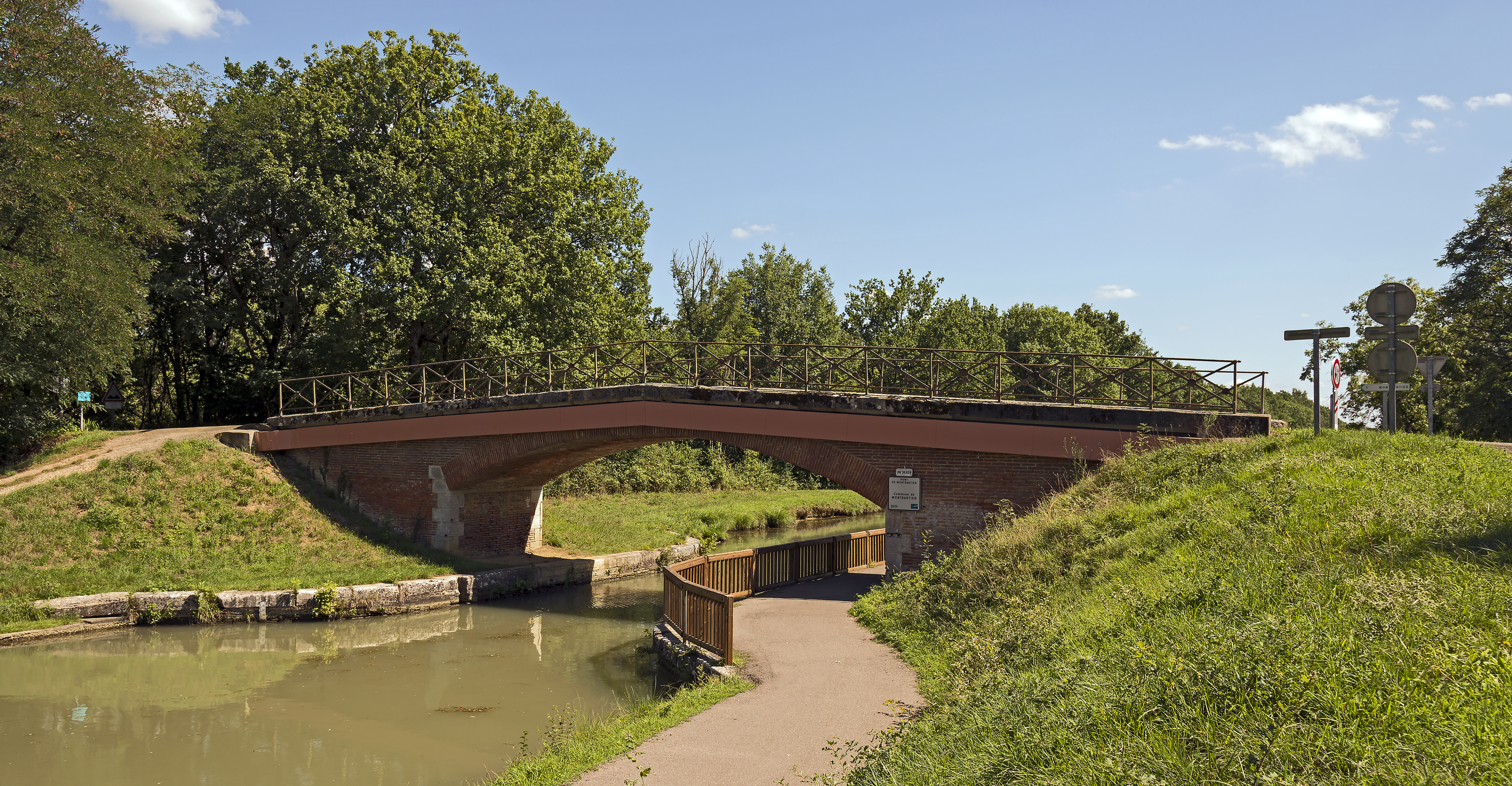
Các cây cầu trên "kênh đào Lateral một la Garonne".